# Pohár FAČR žen 2018/2019
Pohár FAČR žen 2018/19 byl 12. ročníkem českého poháru žen. Vítězem se stal tým AC Sparta Praha, který ve finále porazil SK Slavii Praha a vybojoval už jubilejní 10. triumf v soutěži. Pohár odstartoval 1. předkolem v srpnu 2018, finálový zápas pak proběhl 25. května 2019 v Praze na Proseku.

## Průběh

### 1. Předkolo
| 18. srpna 2018 10:00 |          |             |                                                                                                  |
| FC Vítkovice 1919    | 1:6      | SK Loděnice | Ostrava - Poruba, hřiště SAP diváci: 37 rozhodčí: Jurajdová Lenka - Němec Jaroslav, Ritter Jakub |
|                      | (Report) |             | Ostrava - Poruba, hřiště SAP diváci: 37 rozhodčí: Jurajdová Lenka - Němec Jaroslav, Ritter Jakub |

| 19. srpna 2018 16:30 |          |              |                                           |
| TJ Sokol Troubsko    | 0:10     | FK Nové Sady | Troubsko diváci: 50 rozhodčí: Klein Josef |
|                      | (Report) |              | Troubsko diváci: 50 rozhodčí: Klein Josef |

| 19. srpna 2018 17:00 |          |                |                                            |
| SK Březnice          | 0:5      | FC Fastav Zlín | Březnice diváci: 27 rozhodčí: Bartoň Pavel |
|                      | (Report) |                | Březnice diváci: 27 rozhodčí: Bartoň Pavel |

### 2. Předkolo
| 25. srpna 2018 10:15 |          |                    |                                            |
| FC Fastav Zlín       | 5:1      | FC ELSEREMO Brumov | Vršava diváci: 70 rozhodčí: Jiroušková Ema |
|                      | (Report) |                    | Vršava diváci: 70 rozhodčí: Jiroušková Ema |

| 25. srpna 2018 13:30         |          |             |                                                    |
| Prague Raptors Football Club | 1:9      | TJ Hradiště | Praha 5 - Zlíčín diváci: 30 rozhodčí: Rodová Alena |
|                              | (Report) |             | Praha 5 - Zlíčín diváci: 30 rozhodčí: Rodová Alena |

| 26. srpna 2018 13:30 |          |                    |                      |
| FK Nové Sady         | 1:3      | Spolek SK Brušperk | Nové Sady diváci: 20 |
|                      | (Report) |                    | Nové Sady diváci: 20 |

| 26. srpna 2018 14:00 |          |                         |                                              |
| SK Loděnice          | 2:2      | SPS Sázava u Lanškrouna | Holasovice diváci: 48 rozhodčí: Migota Tomáš |
|                      | (Report) |                         | Holasovice diváci: 48 rozhodčí: Migota Tomáš |

|  |       | Penaltový rozstřel |
|  | 4 : 2 |                    |

| 26. srpna 2018 14:00 |          |                  |                                                   |
| TJ Jiskra Domažlice  | 1:2      | TJ Baník Švermov | Domažlice diváci: 15 rozhodčí: Novotný ing. Karel |
|                      | (Report) |                  | Domažlice diváci: 15 rozhodčí: Novotný ing. Karel |

| 26. srpna 2018 14:00  |          |             |                                          |
| TJ Vodní stavby Plzeň | 1:2      | SK Pavlíkov | Plzeň VS diváci: 50 rozhodčí: Buša Milan |
|                       | (Report) |             | Plzeň VS diváci: 50 rozhodčí: Buša Milan |

| 26. srpna 2018 14:30        |          |                 |                                                        |
| SKP Slovan Moravská Třebová | 0:7      | TJ Sokol Třebeš | Moravská Třebová diváci: 180 rozhodčí: Matoušek Tadeáš |
|                             | (Report) |                 | Moravská Třebová diváci: 180 rozhodčí: Matoušek Tadeáš |

### 1. kolo
| 26. září 2018 16:30 |          |           |                                           |
| FC Fastav Zlín      | 0:0      | FC Vsetín | Vršava diváci: 60 rozhodčí: Surovec Tomáš |
|                     | (Report) |           | Vršava diváci: 60 rozhodčí: Surovec Tomáš |

|  |       | Penaltový rozstřel |
|  | 5 : 4 |                    |

| 28. září 2018 11:00 |          |          |                                                                              |
| Spolek SK Brušperk  | 4:3      | SK Líšeň | Brušperk diváci: 15 rozhodčí: Kolarský Michal, Vojkovský Michael, Švec Marek |
|                     | (Report) |          | Brušperk diváci: 15 rozhodčí: Kolarský Michal, Vojkovský Michael, Švec Marek |

| 28. září 2018 11:00 |          |            |                                       |
| FK Baník Souš       | 0:6      | FK Teplice | Souš diváci: 40 rozhodčí: Lepeš Dušan |
|                     | (Report) |            | Souš diváci: 40 rozhodčí: Lepeš Dušan |

| 28. září 2018 11:00 |          |            |                                                                   |
| SK Pavlíkov         | 3:7      | FK Zlíchov | Pavlíkov diváci: 40 rozhodčí: Vrubel Marek, Beneš Adam, Beneš Jan |
|                     | (Report) |            | Pavlíkov diváci: 40 rozhodčí: Vrubel Marek, Beneš Adam, Beneš Jan |

| 28. září 2018 13:30 |             |                       |                                                          |
| TJ Hradiště         | 3:0 (kont.) | DFK Mnichovo Hradiště | Hradiště rozhodčí: Smola Tadeáš, Suk Matěj, Smola Martin |
|                     | (Report)    |                       | Hradiště rozhodčí: Smola Tadeáš, Suk Matěj, Smola Martin |

| 28. září 2018 16:00 |          |               |                                         |
| TJ Baník Švermov    | 1:7      | 1. FK Příbram | Švermov diváci: 20 rozhodčí: Volf Lukáš |
|                     | (Report) |               | Švermov diváci: 20 rozhodčí: Volf Lukáš |

| 28. září 2018 16:00 |          |                  |                                               |
| SK Loděnice         | 2:1      | FC Baník Ostrava | Holasovice diváci: 150 rozhodčí: Těžký Michal |
|                     | (Report) |                  | Holasovice diváci: 150 rozhodčí: Těžký Michal |

| 30. září 2018 10:30 |          |          |                                                                      |
| TJ Sokol Třebeš     | 1:3      | FC Praha | Třebeš diváci: 39 rozhodčí: Skyba Zenoviy, Doležal Jiří, Novák Vilém |
|                     | (Report) |          | Třebeš diváci: 39 rozhodčí: Skyba Zenoviy, Doležal Jiří, Novák Vilém |

### 2. kolo
| 10. listopadu 2018 13:30 |          |                   |                                                                         |
| 1. FK Příbram            | 4:2      | ABC Braník fotbal | Milín diváci: 35 rozhodčí: Chlastáková Ivana, Žáček Pavel, Karas Zdeněk |
|                          | (Report) |                   | Milín diváci: 35 rozhodčí: Chlastáková Ivana, Žáček Pavel, Karas Zdeněk |

| 10. listopadu 2018 14:00 |          |           |                                                                                  |
| FK Teplice               | 1:4      | FK Čáslav | Stínadla diváci: 60 rozhodčí: Karásková Monika, Mudrová Veronika, Kosejk Přemysl |
|                          | (Report) |           | Stínadla diváci: 60 rozhodčí: Karásková Monika, Mudrová Veronika, Kosejk Přemysl |

| 10. listopadu 2018 16:00 |          |               |                                                                       |
| FC Fastav Zlín           | 3:0      | 1. FC Olomouc | Vršava diváci: 300 rozhodčí: Vévodová Alice, Šranko Marek, Jäger Jiří |
|                          | (Report) |               | Vršava diváci: 300 rozhodčí: Vévodová Alice, Šranko Marek, Jäger Jiří |

| 11. listopadu 2018 10:30 |          |                       |                                                                           |
| SK Loděnice              | 3:2      | FK Gascontrol Havířov | Loděnice diváci: 110 rozhodčí: Helekalová Marie, Vrba Martin, Meier Milan |
|                          | (Report) |                       | Loděnice diváci: 110 rozhodčí: Helekalová Marie, Vrba Martin, Meier Milan |

| 11. listopadu 2018 11:30 |          |             |                                                                               |
| FC Praha                 | 0:9      | FK Rakovník | Čakovice diváci: 10 rozhodčí: Kortanová Marie, Kutiš Jaroslav, Šírl Stanislav |
|                          | (Report) |             | Čakovice diváci: 10 rozhodčí: Kortanová Marie, Kutiš Jaroslav, Šírl Stanislav |

| 11. listopadu 2018 13:30 |          |                    |                                                                                 |
| TJ Hradiště              | 2:0      | DFK Bohemians 1905 | Hradiště diváci: 100 rozhodčí: Špindlerová Zuzana, Hrušková Katka, Doležal Petr |
|                          | (Report) |                    | Hradiště diváci: 100 rozhodčí: Špindlerová Zuzana, Hrušková Katka, Doležal Petr |

| 11. listopadu 2018 13:30 |          |                  |                                                                          |
| Spolek SK Brušperk       | 2:3      | FC NESYT Hodonín | Brušperk diváci: 39 rozhodčí: Švec Marek, Říha Zdeněk, Rapouch Vlastimil |
|                          | (Report) |                  | Brušperk diváci: 39 rozhodčí: Švec Marek, Říha Zdeněk, Rapouch Vlastimil |

| 11. listopadu 2018 14:00 |          |              |                                                                                  |
| FK Zlíchov               | 1:8      | FK Pardubice | Praha 5, Zlíchov diváci: 25 rozhodčí: Rodová Alena, Halašta Martin, O´Keefe Jake |
|                          | (Report) |              | Praha 5, Zlíchov diváci: 25 rozhodčí: Rodová Alena, Halašta Martin, O´Keefe Jake |

### 3. kolo
| 17. listopadu 2018 11:00 |          |                                  |                                                                              |
| FC NESYT Hodonín         | 1:9      | Lokomotiva Brno – Horní Heršpice | Dubňany diváci: 66 rozhodčí: Hausnerová Monika, Horňáček Kamil, Sedlář Radek |
|                          | (Report) |                                  | Dubňany diváci: 66 rozhodčí: Hausnerová Monika, Horňáček Kamil, Sedlář Radek |

| 17. listopadu 2018 13:00 |          |                   |                                                                                     |
| SK Loděnice              | 0:0      | FC Hradec Králové | Holasovice diváci: 195 rozhodčí: Jurajdová Lenka, Bystroňová Eleanor, Neděla Martin |
|                          | (Report) |                   | Holasovice diváci: 195 rozhodčí: Jurajdová Lenka, Bystroňová Eleanor, Neděla Martin |

|  |       | Penaltový rozstřel |
|  | 5 : 6 |                    |

| 17. listopadu 2018 13:00 |          |                 |                                                                                   |
| TJ Hradiště              | 0:19     | AC Sparta Praha | Hradiště diváci: 374 rozhodčí: Chlastáková Ivana, Hasíková Marika, Hrušková Katka |
|                          | (Report) |                 | Hradiště diváci: 374 rozhodčí: Chlastáková Ivana, Hasíková Marika, Hrušková Katka |

| 18. listopadu 2018 10:30 |          |                |                                                                            |
| FC Fastav Zlín           | 1:4      | 1. FC Slovácko | Vršava diváci: 150 rozhodčí: Soukupová Věra, Koryčanská Ilona, Janoš David |
|                          | (Report) |                | Vršava diváci: 150 rozhodčí: Soukupová Věra, Koryčanská Ilona, Janoš David |

| 18. listopadu 2018 11:00 |          |                 |                                                                       |
| FK Rakovník              | 1:16     | SK Slavia Praha | Lány diváci: 50 rozhodčí: Šálková Helena, Růtová Eva, Hasíková Marika |
|                          | (Report) |                 | Lány diváci: 50 rozhodčí: Šálková Helena, Růtová Eva, Hasíková Marika |

| 18. listopadu 2018 13:30 |          |                   |                                                                              |
| FK Pardubice             | 1:4      | FC Slovan Liberec | Rybitví diváci: 70 rozhodčí: Kánská Blažena, Nováková Karolína, Louvar Jakub |
|                          | (Report) |                   | Rybitví diváci: 70 rozhodčí: Kánská Blažena, Nováková Karolína, Louvar Jakub |

| 18. listopadu 2018 13:30 |          |                   |                                                                             |
| 1. FK Příbram            | 1:5      | FC Viktoria Plzeň | Milín diváci: 50 rozhodčí: Holakovská Tereza, Rodová Alena, Kortanová Marie |
|                          | (Report) |                   | Milín diváci: 50 rozhodčí: Holakovská Tereza, Rodová Alena, Kortanová Marie |

| 14. února 2019 18:30 |          |           |                                                                               |
| FK Dukla Praha       | 6:1      | FK Čáslav | Juliska diváci: 20 rozhodčí: Chlastáková Ivana, Kortanová Marie, Shpak Mariia |
|                      | (Report) |           | Juliska diváci: 20 rozhodčí: Chlastáková Ivana, Kortanová Marie, Shpak Mariia |

### Čtvrtfinále
| 22. února 2019 18:15 |          |                   |                                                                                      |
| AC Sparta Praha      | 11:1     | FC Viktoria Plzeň | TCM Strahov diváci: 80 rozhodčí: Kánská Blažena, Dibelková Veronika, Jílková Barbora |
|                      | (Report) |                   | TCM Strahov diváci: 80 rozhodčí: Kánská Blažena, Dibelková Veronika, Jílková Barbora |

| 23. února 2019 14:00 |          |                   |                                                                                                   |
| SK Slavia Praha      | 10:0     | FC Hradec Králové | Praha 10, Vladivostocká diváci: 50 rozhodčí: Kovářová Veronika, Šafránková Nikola, Kánská Blažena |
|                      | (Report) |                   | Praha 10, Vladivostocká diváci: 50 rozhodčí: Kovářová Veronika, Šafránková Nikola, Kánská Blažena |

| 24. února 2019 10:30 |          |                |                                                                               |
| FC Slovan Liberec    | 0:0      | FK Dukla Praha | Harcov diváci: 50 rozhodčí: Šulcová Lucie, Holakovská Tereza, Kortanová Marie |
|                      | (Report) |                | Harcov diváci: 50 rozhodčí: Šulcová Lucie, Holakovská Tereza, Kortanová Marie |

| 9. března 2019 10:30 |          |                   |                                                                                 |
| FK Dukla Praha       | 1:2      | FC Slovan Liberec | JULISKA diváci: 30 rozhodčí: Šulcová Lucie, Holakovská Tereza, Mudrová Veronika |
|                      | (Report) |                   | JULISKA diváci: 30 rozhodčí: Šulcová Lucie, Holakovská Tereza, Mudrová Veronika |

| 24. února 2019 14:00 |          |                                  |                                                                                     |
| 1. FC Slovácko       | 2:3      | Lokomotiva Brno – Horní Heršpice | Staré Město diváci: 55 rozhodčí: Vévodová Alice, Jílková Karolína, Koryčanská Ilona |
|                      | (Report) |                                  | Staré Město diváci: 55 rozhodčí: Vévodová Alice, Jílková Karolína, Koryčanská Ilona |

### Semifinále
| 30. března 2019 14:00 |          |                                  |                                                                                                   |
| SK Slavia Praha       | 11:0     | Lokomotiva Brno – Horní Heršpice | Praha 10, Vladivostocká diváci: 80 rozhodčí: Kovářová Veronika, Šafránková Nikola, Kánská Blažena |
|                       | (Report) |                                  | Praha 10, Vladivostocká diváci: 80 rozhodčí: Kovářová Veronika, Šafránková Nikola, Kánská Blažena |

| 29. března 2019 18:30 |          |                   |                                                                                      |
| AC Sparta Praha       | 7:1      | FC Slovan Liberec | TCM Strahov diváci: 50 rozhodčí: Šálková Helena, Pachtová Michaela, Pešková Michaela |
|                       | (Report) |                   | TCM Strahov diváci: 50 rozhodčí: Šálková Helena, Pachtová Michaela, Pešková Michaela |

### Finále
| 25. května 2019 15:00 |          |                 | |
| AC Sparta Praha       | 1:1      | SK Slavia Praha | Praha 9, Prosek diváci: 685 rozhodčí: Šálková Helena, Hanáková Gabriela, Špindlerová Zuzana, Filípek Patrik |
| Strom 63'             | (Report) | Divišová 22'    | Praha 9, Prosek diváci: 685 rozhodčí: Šálková Helena, Hanáková Gabriela, Špindlerová Zuzana, Filípek Patrik |

|  |       | Penaltový rozstřel |
|  | 3 : 2 |                    |